# Marie Alžběta Bavorská (1914–2011)
Princezna Marie Alžběta Bavorská (německy: Prinzessin Maria Elisabeth Franziska Josepha Therese von Bayern; 9. září 1914, Mnichov – 13. května 2011, Rio de Janeiro) byla nejstarší dcerou prince Františka Bavorského, třetího syna posledního bavorského krále Ludvíka III.

## Dětství a mládí
Princezna Marie Alžběta se narodila na mnichovském zámku Nymphenburg v Bavorském království jako druhé dítě a první dcera prince Františka Bavorského a jeho manželky Isabely Antonie z Croÿ.
Princezna se narodila na počátku první světové války; většina jejích příbuzných ve válce bojovala, dokonce i její otec. Její dětství a mládí bylo velmi nepokojné kvůli režimům, které byly v Německu zavedeny po válce.
Až do období dospívání žila princezna na maďarském zámku Sárvár, který vlastnila její babička, královna Marie Tereza, rozená rakouská arcivévodkyně. Bavorská královská rodina se do Bavorska vrátila ve 30. letech 20. století. Republikánská vláda byla nucena rodině vrátit podstatnou část majetku a hradů, které jí zabavila po revoluci v roce 1918.
Meziválečné období v Německu (1918–1938) bylo složité kvůli Velké hospodářské krizi v roce 1929 a vzestupu nacismu a Adolfa Hitlera v německé vládě. Princeznin strýc Ruprecht, hlava bavorského rodu, se prohlásil za nepřítele Hitlera. Tato skutečnost měla dopad na celou královskou rodinu; byla nucena prchnout do Itálie. Ruprechtova druhá manželka Antonie Lucemburská však byla i s dětmi zajata nacisty, zatímco Ruprecht se v Itálii zatčení vyhnul. Antonie s dětmi byla vězněna v koncentračním táboře Sachsenhausen. Přestože byly ještě ten samý měsíc osvobozeni, uvěznění velmi podlomilo Antoniino zdraví a žena o devět let později ve švýcarském městě Lenzerheide, zemřela.
Princezna Maria Alžběta získala vzdělání od svých rodičů, jako vzdělání v umění a malbě. Princezna se specializovala na malbu porcelánu, tradiční bavorské umění.

## Manželství a odjezd do Brazílie
19. srpna 1937 se dvaadvacetiletá Marie Alžběta provdala za o pět let staršího prince Petra Jindřicha Orléans-Braganzu, hlavu jedné z větví císařského brazilského rodu. Svatba se konala v kapli zámku Nymphenburg.
Císařský pár žil nejdříve ve Francii; ačkoli se několikrát pokusili emigrovat do Brazílie, zabránila jim v tom druhá světová válka. Rodina se mohla řestěhovat až v roce 1945. Nejdříve se usadili v Palácio do Grão-Pará ve městě Petrópolis, později do domu v sousedství Retira. V roce 1951 získal Petr Jindřich Fazendu Santa Maria ve státě Paraná, kde rodina žila do roku 1964. V roce 1965 se císařská rodina přestěhovala do Vassourasu v Rio de Janeiru.

### Vdovství
V roce 1981 Petr Jindřich ve Vassourasu zemřel a jeho nejstarší syn se stal hlavou vassourasské větve císařského brazilského rodu. Život Marie Alžběty byl rozdělený mezi Santa Mariu a byt dcery Isabely v okrese Lagoa, Rio de Janeiro. Často navštěvovala Bavorsko a Belgii, kde žily další její dcery.
V roce 2004 oslavil opat ze sv. Benedikta v Rio de Janeiru, Jose Palmeiro Mendes, její 90. narozeniny čestnou mší, na oslavách se podíleli také kněží Sérgio Costa Couto, soudce církevní tribunálu arcidiecéze Rio de Janeiro a kaplan Slávy z Outeiro, a Jorge Luis Pereira da Silva v kostele císařského bratrstva Nossa Senhora da Glória do Outeiro v Rio de Janeiru. Mše se zúčastnily všechny její děti a mnoho vnoučat, takže událost byla dostatečně pozoruhodná, aby o ní mohla informovat brazilská média.

## Potomci
Za čtyřicet čtyři let manželství Marie Alžběta porodila dvanáct dětíː
- Luiz Orléans-Braganza (6. června 1938 – 15. července 2022[1]), neoženil se a neměl potomky
- Eudes Orléans-Braganza (8. června 1939 – 13. srpna 2020[2])
⚭ 1967 Ana Maria de Cerqueira César Moraes de Barros (* 20. listopadu 1945), rozvod 1976
⚭ 1976 Mercedes Willemsens Neves da Rocha (* 26. ledna 1955)
- Bertrand Orléans-Braganza (* 2. února 1941)
- Isabel Orléans-Braganza (4. dubna 1944 – 5. listopadu 2017[3]), neprovdala se a neměla potomky
- Pedro Orléans-Braganza (* 1. prosince 1945), ⚭ 1974 Maria de Fátima Baptista de Oliveira Rocha (* 14. července 1952)
- Fernando Orléans-Braganza (* 2. února 1948), ⚭ 1975 Maria de Graça de Siqueira Carvalho Baere de Araújo (* 27. června 1952)
- Antonio Orléans-Braganza (* 24. června 1950 – 8. listopadu 2024), ⚭ 1981 Christine de Ligne (* 11. srpna 1955)
- Eleonora Orléans-Braganza (* 20. května 1953), ⚭ 1981 Michel, kníže z Ligne (* 26. května 1951), 14. kníže de Ligne, kníže d'Épinoy, kníže d'Amblise
- Francisco Orléans-Braganza (* 6. dubna 1955), ⚭ 1980 Cláudia Regina Lisboa Martins Godinho (* 11. července 1954)
- Alberto Orléans-Braganza (* 23. června 1957), ⚭ 1983 Maritza Bulcão Ribas Bockel (* 29. dubna 1961)
- Marie Tereza Orléans-Braganza (* 14. července 1959), ⚭ 1995 Johannes Hessel de Jong (* 5. března 1954)
- Marie Gabriela Orléans-Braganza (* 14. července 1959)
⚭ 2003 Theodore Senna de Hungria da Silva Machado (* 12. července 1954), rozvod 2005
⚭ João Marcos Pilli

## Vyznamenání
- Wittelsbachové – Řád svaté Alžběty
- Wittelsbachové – Řád Terezy
- Bourbon-Obojí Sicílie – Konstantinův řád sv. Jiří
- Suverénní řád Maltézských rytířů – Dáma spravedlnosti

## Vývod z předků
|                        |                                              |  |               |                                |  |  |  |  |  |  |  | Ludvík I. Bavorský |
|                        |                                              |  |               |                                |  |  |  |  |  |  |  |                    |
|                        | Luitpold Bavorský                            |  |               |                                |  |  |  |  |  |  |  |                    |
|                        |                                              |  |               |                                |  |  |  |  |  |  |  |                    |
|                        |                                              |  |               | Tereza Sasko-Hildburghausenská |  |  |  |  |  |  |  |                    |
|                        |                                              |  |               |                                |  |  |  |  |  |  |  |                    |
|                        | Ludvík III. Bavorský                         |  |               |                                |  |  |  |  |  |  |  |                    |
|                        |                                              |  |               |                                |  |  |  |  |  |  |  |                    |
|                        |                                              |  |               | Leopold II. Toskánský          |  |  |  |  |  |  |  |                    |
|                        |                                              |  |               |                                |  |  |  |  |  |  |  |                    |
|                        | Augusta Ferdinanda Toskánská                 |  |               |                                |  |  |  |  |  |  |  |                    |
|                        |                                              |  |               |                                |  |  |  |  |  |  |  |                    |
|                        |                                              |  |               | Marie Anna Saská               |  |  |  |  |  |  |  |                    |
|                        |                                              |  |               |                                |  |  |  |  |  |  |  |                    |
|                        | František Bavorský                           |  |               |                                |  |  |  |  |  |  |  |                    |
|                        |                                              |  |               |                                |  |  |  |  |  |  |  |                    |
|                        |                                              |  |               | František IV. Modenský         |  |  |  |  |  |  |  |                    |
|                        |                                              |  |               |                                |  |  |  |  |  |  |  |                    |
|                        | Ferdinand Karel Viktor Rakouský-Este         |  |               |                                |  |  |  |  |  |  |  |                    |
|                        |                                              |  |               |                                |  |  |  |  |  |  |  |                    |
|                        |                                              |  |               | Marie Beatrice Savojská        |  |  |  |  |  |  |  |                    |
|                        |                                              |  |               |                                |  |  |  |  |  |  |  |                    |
|                        | Marie Tereza Rakouská-Este                   |  |               |                                |  |  |  |  |  |  |  |                    |
|                        |                                              |  |               |                                |  |  |  |  |  |  |  |                    |
|                        |                                              |  |               | Josef Habsbursko-Lotrinský     |  |  |  |  |  |  |  |                    |
|                        |                                              |  |               |                                |  |  |  |  |  |  |  |                    |
|                        | Alžběta Františka Marie Habsbursko-Lotrinská |  |               |                                |  |  |  |  |  |  |  |                    |
|                        |                                              |  |               |                                |  |  |  |  |  |  |  |                    |
|                        |                                              |  |               | Marie Dorotea Württemberská    |  |  |  |  |  |  |  |                    |
|                        |                                              |  |               |                                |  |  |  |  |  |  |  |                    |
| Marie Alžběta Bavorská |                                              |  |               |                                |  |  |  |  |  |  |  |                    |
|                        |                                              |  |               |                                |  |  |  |  |  |  |  |                    |
|                        |                                              |  | Alfréd z Croÿ |                                |  |  |  |  |  |  |  |                    |
|                        |                                              |  |               |                                |  |  |  |  |  |  |  |                    |
|                        | Rudolf z Croÿ                                |  |               |                                |  |  |  |  |  |  |  |                    |
|                        |                                              |  |               |                                |  |  |  |  |  |  |  |                    |
|                        |                                              |  |               | Eleonora ze Salm-Salm          |  |  |  |  |  |  |  |                    |
|                        |                                              |  |               |                                |  |  |  |  |  |  |  |                    |
|                        | Karel Alfréd z Croÿ                          |  |               |                                |  |  |  |  |  |  |  |                    |
|                        |                                              |  |               |                                |  |  |  |  |  |  |  |                    |
|                        |                                              |  |               | Evžen, 8. kníže z Ligne        |  |  |  |  |  |  |  |                    |
|                        |                                              |  |               |                                |  |  |  |  |  |  |  |                    |
|                        | Natálie z Ligne                              |  |               |                                |  |  |  |  |  |  |  |                    |
|                        |                                              |  |               |                                |  |  |  |  |  |  |  |                    |
|                        |                                              |  |               | Natálie de Trazegnies          |  |  |  |  |  |  |  |                    |
|                        |                                              |  |               |                                |  |  |  |  |  |  |  |                    |
|                        | Isabela Antonie z Croÿ                       |  |               |                                |  |  |  |  |  |  |  |                    |
|                        |                                              |  |               |                                |  |  |  |  |  |  |  |                    |
|                        |                                              |  |               | Prosper Ludwig von Arenberg    |  |  |  |  |  |  |  |                    |
|                        |                                              |  |               |                                |  |  |  |  |  |  |  |                    |
|                        | Engelbert, 8. vévoda z Arenbergu             |  |               |                                |  |  |  |  |  |  |  |                    |
|                        |                                              |  |               |                                |  |  |  |  |  |  |  |                    |
|                        |                                              |  |               | Marie Ludmila z Lobkovic       |  |  |  |  |  |  |  |                    |
|                        |                                              |  |               |                                |  |  |  |  |  |  |  |                    |
|                        | Ludmila z Arenbergu                          |  |               |                                |  |  |  |  |  |  |  |                    |
|                        |                                              |  |               |                                |  |  |  |  |  |  |  |                    |
|                        |                                              |  |               | Arnošt z Arenbergu             |  |  |  |  |  |  |  |                    |
|                        |                                              |  |               |                                |  |  |  |  |  |  |  |                    |
|                        | Eleonora z Arenbergu                         |  |               |                                |  |  |  |  |  |  |  |                    |
|                        |                                              |  |               |                                |  |  |  |  |  |  |  |                    |
|                        |                                              |  |               | Žofie z Auerspergu             |  |  |  |  |  |  |  |                    |
|                        |                                              |  |               |                                |  |  |  |  |  |  |  |                    |